# Infinit

El símbol ∞ en diferents tipografies.

El concepte d'infinit apareix en diverses branques de la filosofia, la matemàtica i l'astronomia, en referència a una quantitat sense límit o final, contraposat al concepte de finitud.
En matemàtiques l'infinit, representat amb el símbol ∞ ({\displaystyle \infty }), és la fita superior del conjunt del nombres reals.
Tanmateix, no es tracta d'un nombre en si, sinó d'un concepte al qual hom només s'hi pot aproximar mitjançant límits. Per exemple, en la funció {\displaystyle f(x)={1 \over x^{2}}}, quan x tendeix a 0 (és a dir, s'aproxima cada cop més a 0), {\displaystyle f(x)} tendeix a l'infinit (es fa cada cop més gran), però no es diu que arriba al valor "infinit".

## Símbol

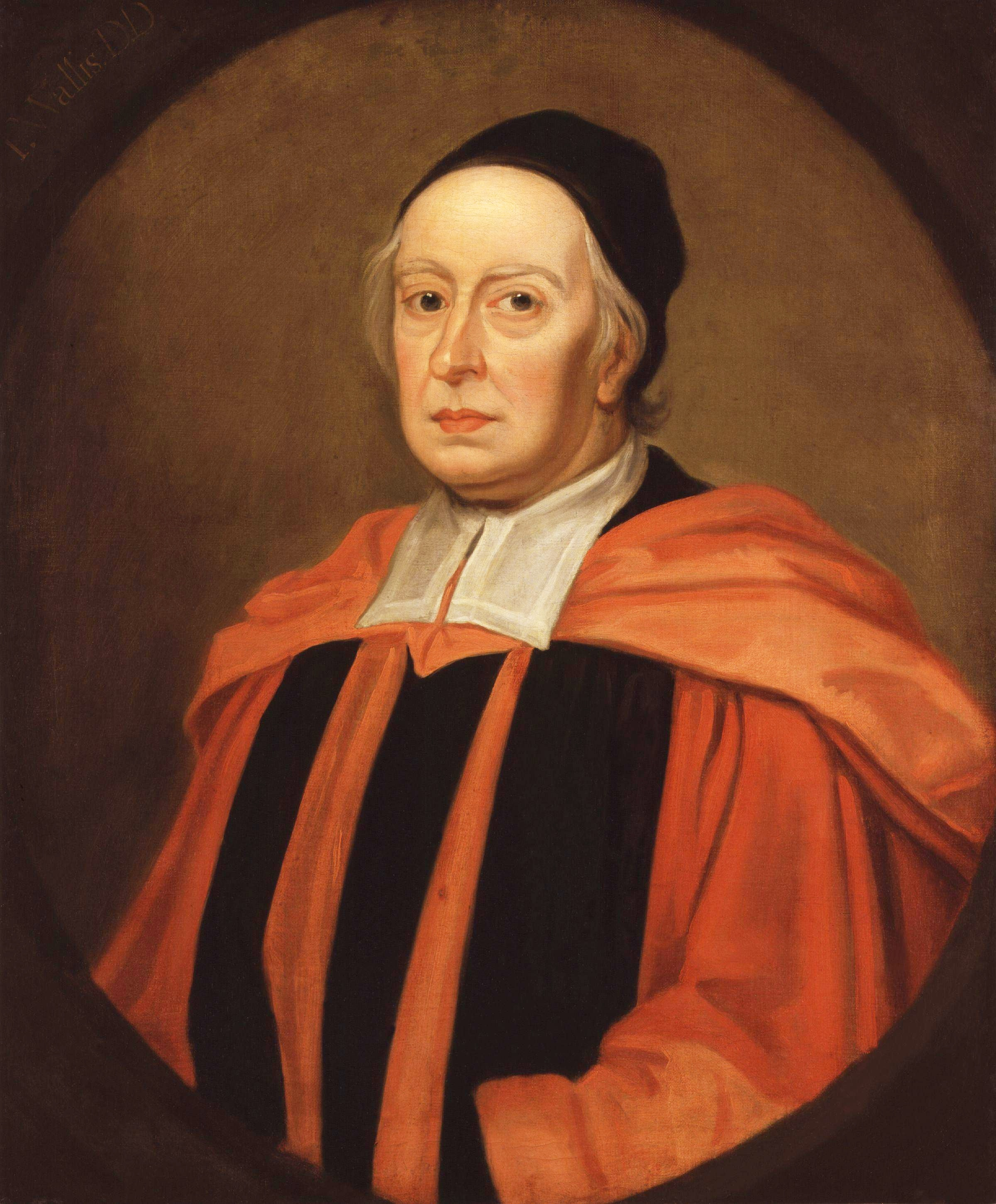
John Wallis va ser el primer matemàtic a utilitzar el símbol de l'infinit en les seves obres.

El símbol de l'infinit va ser introduït pel matemàtic anglès John Wallis el 1655, en la seva obra De sectionibus conicis, i poc després en l'Arithmetica Infinitorum: 
esto enim ∞ nota numeri infiniti.
Té la forma de la Lemniscata de Bernoulli, encara que realment es desconeix d'on Wallis va treure la idea. Molts comenten que té la forma d'una banda de Moebius, però no és cert, ja que el descobriment d'August Möbius va ser posterior.
Hi ha tres hipòtesis pel que fa a l'origen d'aquesta elecció. La més habitualment admesa és que es tracta d'una evolució de la xifra que designa '1.000' en numeració romana: de manera successiva Ⓧ, després CIƆ, abans d'esdevenir M. L'evolució gràfica del segon símbol hauria donat {\displaystyle \infty }. Paral·lelament, s'observa l'ús de la paraula llatina mille en plural per a designar un nombre arbitràriament gran i desconegut. En català, es diu n'hi ha milers amb aquest mateix sentit. El símbol actual seria doncs simplement l'evolució del dígraf en minúscula cıɔ en escriptura manuscrita uncial.
Una hipòtesi rival és que el símbol procediria de la lletra grega ω, última lletra de l'alfabet grec, i metàfora habitual per designar l'extrem final (com en l'expressió l'alfa i l'omega). A partir de Georg Cantor, per altra banda, es fan servir lletres gregues per designar els nombres ordinals infinits. El nombre ordinal infinit més petit, que correspon a l'ordre usual sobre els nombres naturals, s'anota ω.
Finalment, Georges Ifrah, en la seva enciclopèdia La història universal de les xifres, explica que la grafia de l'infinit es remunta a la civilització índia, i més particularment a la mitologia índia. L'Ananta (terme sànscrit que significa 'infinit'), la «serp infinita» del déu Vishnu, es representa enrotllat sobre ell mateix a la manera d'un «vuit caigut».

## Història

### L'infinit potencial a l’antiguitat
Els matemàtics han fet servir de sempre la pertinença i la inclusió, però han tingut grans dificultats per associar a aquests conceptes els de nombre i grandària. Es conformaven amb la possibilitat d'augmentar tota grandària donada, o de disminuir-la si es tracta d'una grandària continua.
Els grecs són la primera civilització de la qual ens consta que van arribar a establir un concepte d'infinit. Se li atribueixen les primeres aparicions en la seva història a Anaximandre (c. 610 - c. 546 aC), un filòsof pre-socràtic nadiu de Milet, qui nombra l’infinit com apeiron, que vol dir sense límits, infinit, indefinit o indeterminat. Tanmateix, aquesta paraula fou també utilitzada per descriure el caos original des del qual es va originar el món. No és estrany, doncs, que el mot apeiron fos pejoratiu. L'observació tradicional portà a la necessitat d’un concepte d’infinit: sembla que es pot subdividir una línia indefinidament, no es pot trobar el principi ni el final del temps, sempre podem trobar un nombre natural més gran que el donat anteriorment…
Cal entendre que molts conceptes matemàtics desenvolupats a l’època necessiten l'infinit. Treballs com els dels pitagòrics, que veuen que la diagonal del quadrat no és mesurable amb el seu costat o definicions com les que fa Euclides als seus Elements sobre els nombres primers “hi ha més nombres primers que en qualsevol col·lecció de nombres primers” eludeixen clarament a aquest concepte. En efecte, no ser mesurable respecte al costat del quadrat significa no poder ser expressat com una fracció de nombres enters, per tant, ésser un nombre irracional (infinites xifres decimals no periòdiques). D’altra banda, el fet d’haver-hi més nombres que en qualsevol col·lecció indica haver-hi infinits nombres. Veiem, doncs, que la postura grega davant tal concepte implica una dificultat afegida a l’avenç en aquests estudis. Al llarg d’aquesta època, distints pensadors s'enfronten a l’infinit i tracten amb aquest problema.

#### Zenó d'Elea i les seves paradoxes
Trobem en Zenó d’Elea (c. 490 - 430 aC) un exemple del rebuig o terror que se sentia cap a l’infinit. Pensador pre-socràtic, formulà problemes per als seus alumnes, paradoxes que juguen amb el concepte i que s'han fet famoses i han perdurat a través de la història. En conservem nou, comentades a la Física d'Aristòtil. Es consideren un dels primers vestigis de la reducció ad absurdum o per contradictio. Tres de les més famoses són:

##### Aquil·les i la tortuga.
“En una cursa, el corredor més ràpid no pot mai sobrepassar al més lent, ja que el perseguidor ha d’arribar primer al punt on el perseguit ha començat, de manera que el més lent sempre manté un avantatge.”
En aquesta paradoxa, Zenó planteja la situació d’una cursa entre Aquil·les i una tortuga. Aquest li dona avantatge a la tortuga al començar i s'imposa la condició que haurà d’arribar sempre primer al punt on la tortuga hagi arribat abans d’avançar-la. Per tant, com que hi ha un nombre infinit de punts al que Aquil·les haurà d’arribar abans de poder sobrepassar la tortuga, no podrà superar-la mai.

##### La paradoxa de la dicotomia.
“Aquesta és en la que la locomoció ha d’arribar a la meitat del camí que s'està recorrent abans d’arribar al destí.”
En aquesta paradoxa, es planteja la situació en què abans d’arribar al destí, primer hem de viatjar la meitat del camí que queda fins a arribar al destí. Així doncs, si volem viatjar una distància d'1, primer hauríem de viatjar {\displaystyle {\frac {1}{2}}}. Però si volem viatjar {\displaystyle {\frac {1}{2}}}, primer hauríem de viatjar {\displaystyle {\frac {1}{4}}}… I així successivament.
Presenta dos problemes principalment. El primer, evidentment, és que implica un nombre infinit de tasques a dur a terme (sempre podem dividir la distància entre dos), de la qual, la resolució de Zenó resulta que tal procés és impossible. L’altre problema, llavors, és que no hi pot haver una distància primera per començar a recórrer, ja que tot nombre pot ser meitat d’un altre. Podem expressar-ho amb la sèrie {\displaystyle \left\lbrace \ldots ,{\frac {1}{32}},{\frac {1}{16}},{\frac {1}{8}},{\frac {1}{4}},{\frac {1}{2}},1\right\rbrace }. La conclusió és, doncs, que tal distància no pot ser ni començada ni acabada.

##### La paradoxa de la fletxa.
“Si tot allò quan ocupa un espai igual està en repòs, i quan està en locomoció sempre ocupa tal espai en tot moment, llavors el vol d’una fletxa és sense moviment”.
En aquesta paradoxa, Zenó argumenta que per haver-hi moviment, un objecte ha de canviar la posició que ocupa. Durant el vol d’una fletxa, en qualsevol moment (per tant, sense duració) la fletxa no es mou ni cap on és ni cap on no és: no es pot moure on està perquè ja ocupa aquesta posició, no es pot moure cap on no està perquè no hi ha un període suficient per canviar la seva posició. Per tant, en cap instant de temps hi ha moviment. I si tot és sense moviment en qualsevol instant i el temps està compost d’instants, llavors el moviment seria impossible.
Aquests problemes han estat analitzats per matemàtics i filòsofs durant els dos mil·lennis posteriors. Tanmateix, són les respostes dels mateixos grecs les que ens interessen, ja que demostren prou bé el fort rebuig que sentien cap a l’acceptació de l'existència d’infinit.

#### Èudox de Cnidos
Com s'ha mencionat abans, aquest concepte suposà un escàndol al món pitagòric, la filosofia dels quals estava fortament assentada en la perfecció de les formes i la mesurabilitat. Els nombres irracionals mai foren acceptats i per tal d’evitar la confrontació amb aquests i salvar el problema de la diagonal del quadrat, s'establí una distinció entre nombre i magnitud del segment. Èudox de Cnidos (c. 400 - 347 aC) s'enfrontarà precisament a aquest problema, vorejant el concepte d’infinit sense caure en ell. Nadiu de Cnidos, una colònia grega de l’Àsia menor, arribà a Atenes com a assistent d’un doctor, on assistí a algunes classes de l'Acadèmia de Plató. A partir d’aquí, segurament per l’herència pitagòrica, farà aportacions a la teoria de proporció.
Arquímedes li atribueix el fet de trobar una manera de comparar dues magnituds incommensurables, teoria que trobem al llibre V dels Elements d'Euclides, esmentada com l'axioma d’Èudox:
Definició 4: “Es diu que les magnituds guarden raó entre si quan, al multiplicar-se, poden excedir l’una a l’altra.”
En el cas concret del problema dels pitagòrics, la comparació entre nombres irracionals i racionals queda solucionada. Si considerem el quadrat de costat {\displaystyle 1} i de diagonal {\displaystyle {\sqrt {2}}}, llavors, {\displaystyle 1\cdot {\sqrt {2}}>1}, cosa que ens permet comparar qualsevol tipus de línies.
Relacionat directament amb les seves aportacions a la teoria de la proporció, tenint en compte que ja es pot comparar nombres irracionals, Èudox desenvolupa un mètode anàleg a l’actual integració: el mètode d'exhaustió. Aquest està basat en el treball d'Antifont d’Atenes, un filòsof anterior a ell, sobre l’aproximació de l’àrea del cercle mitjançant la inscripció de polígons regulars de cada cop més costats. Utilitzarà aquest resultat per demostrar certs teoremes, fent-lo més rigorós. La clau del mètode consisteix que la diferència entre l’àrea del n-èsim polígon inscrit i la de la circumferència que el conté esdevé arbitràriament petita si n es fa cada cop major. A mesura que això passa, els possibles valors que pot assolir l’àrea de la circumferència són exhaurits pels valors de les àrees de la seqüència de polígons inscrits.

Com podem apreciar, aquest fa servir el concepte que avui en dia anomenem límit: l’àrea dels polígons inscrits tendeix a l’àrea de la circumferència a l’infinit. Ja que aquest pas no es podia donar, Èudox soluciona el problema definint allò tan petit com es vulgui. Euclides, qui ja hem vist que no contempla l’ús del concepte d’infinit, usarà aquest mètode al llibre XII dels Elements per demostrar les següents proposicions (sobre cercles):
Proposició 2: Els cercles són l’un a l’altre com els quadrats dels seus diàmetres.
Proposició 3: Tota piràmide que té com a base un triangle es divideix en dues piràmides iguals, semblants una a l’altra i a la piràmide sencera, que tenen triangles com a base, i es divideix en dos prismes iguals; i els dos prismes són majors que la meitat de la piràmide sencera.
Proposició 10: Qualsevol con és la tercera part del cilindre que té la mateixa base i la mateixa altura.
Proposició 11: Els cons i els cilindres que tenen la mateixa altura són un a l’altre com les seves bases.
Proposició 12: Els cons i cilindres semblants guarden entre si una raó triplicada de la que guarden els diàmetres de les seves bases.
Proposició 18: Les esferes guarden una amb l’altra una raó triplicada de la raó dels seus respectius diàmetres.

Poc més tard, Arquímedes l’utilitzarà per als seus problemes de càlcul de quadratures i corbes.

#### Aristòtil i l'infinit potencial
El gran filòsof que s'encara al concepte d’infinit i tracta de solucionar els problemes que suposa és Aristòtil (384 - 322 aC). Recull les idees dels seus antecessors i contemporanis: tant els pitagòrics com Plató consideren l’infinit com una cosa en si mateixa, més que un atribut d’alguna cosa més; d’altra banda, autors com Anaxàgores i Demòcrit, als que considera físics, defineixen l’infinit com un atribut d’una substància, més que una entitat en si mateixa.

Aristòtil comença a tractar l’infinit al llibre tercer de la Física. La ciència, explica, és l'estudi de la naturalesa i aquesta és definida amb el principi del canvi i la permanència. El canvi s'entén com una cosa continua i, per tant, infinitament divisible. Així que el concepte d’infinit surt directament del concepte de natura i no només com a curiositat filosòfica. Llavors, prossegueix, és evident que els físics -que són aquells que estudien la naturalesa- investiguin si l’infinit existeix o no i, en el cas que existeixi, discuteixin de quina manera. Donarà cinc raons per fonamentar el seu raonament sobre l'existència i essència de l’infinit:
-Per la natura del temps, ja que aquest no té final.
-Per la divisió de les magnituds, els matemàtics utilitzen també la noció de l’infinit.
-Si el fet de néixer i morir no acaba mai és perquè d’allà d'on venen les coses és infinit.
-Perquè allò limitat sempre troba el seu límit en alguna cosa, llavors no hi deu haver límit si tot està limitat per alguna cosa diferent de si mateixa.
-La més important de totes, la raó més apropiada i que comporta la dificultat que tothom entén, tant els nombres com les magnituds matemàtiques i tot allò més enllà del cel són suposadament infinites perquè no acaben mai en el nostre pensament.
Aquesta última raó és la que millor justifica la necessitat d’un infinit, ja que no podem concebre algunes coses - com les sèries de nombres, el començament i el final del temps, una línia indivisible - amb un fi concret.

Aristòtil explica, als dos capítols anteriors de la Física que és impossible que l’infinit existeixi en matèria, com és igualment impossible trobar un cos amb una superfície infinitament gran. Així doncs, per sil·logisme disjuntiu arriba a la conclusió que l’infinit ha d’existir de manera potencial. 
“Si, llavors, tenint en compte les consideracions anteriors, cap de les alternatives sembla possible, hem de cridar un àrbitre; veiem clarament que hi ha un sentit en el qual l’infinit existeix i un altre en el que no.”
Segons ell, la nostra capacitat de comprendre el món depèn de la nostra habilitat de comprendre les substàncies i l’actualitat i no podríem fer això si les definicions d’aquests conceptes fossin infinitament complexes. És a dir, rebutjant l’actual infinit Aristòtil posa el potencial infinit com a concepte clau dels seus arguments. Ens recorda, al llibre sisè de la Física:
“Ésser pren molts significats, i nosaltres diem que l’infinit és de la mateixa manera que diem avui és de dia o avui són els jocs [Olímpics], perquè una cosa rere l’altre sempre acaben existint. Entre aquestes coses la distinció entre potencial i existència actual es manté. Diem que són els Jocs Olímpics, en els dos sentits: en el sentit que ho seran i en el sentit que estan ocorrent.”
Podem extreure una idea bàsica del pensament d'Aristòtil. Els conceptes d'infinit potencial i infinit actual són molt diferents. El primer queda molt ben exemplificat per la cita “generalment, l’infinit té aquest mode d’existència: sempre es pot treure una cosa rere l’altre, i cada cosa que es treu és sempre finita, però sempre diferent" (Física, llibre 3, capítol 6). És a dir, allò incomplet, sempre podem afegir algun element més, però mai arribem a l’infinit. És el cas, per exemple, dels nombres naturals. Contràriament, l'actual infinit es defineix com un concepte, una abstracció, que representa la totalitat, la completesa, l’assoliment de l’infinit. Aquest darrer és el realment rebutjat per Aristòtil, mentre que l'infinit potencial és el que perdurarà a la història grega.

#### Arquímedes i les aproximacions al càlcul integral
Gairebé 100 anys després, Arquimedes (c. 287 - 212 aC)  reprèn aquests conceptes. Per una banda, utilitza el procés d’exahució rigorosament per demostrar certs resultats, com en La quadratura de la paràbola on demostra que l’àrea del segment parabòlic és {\displaystyle {\frac {4}{3}}} l’àrea del triangle inscrit:
Essencialment, i precisament per això diem que és un prompte vestigi de càlcul integral, Arquimedes obté la següent progressió (sabent que l'àrea de cada subdivisió del triangle en triangles inferiors és quatre vegades menor a l’anterior, la suma total de totes les àrees, com podem veure a la imatge anterior, donarà lloc a l’àrea de la paràbola buscada):
{\displaystyle 1+{\frac {1}{4}}+\left({\frac {1}{4}}\right)^{2}+\left({\frac {1}{4}}\right)^{3}+\ldots }
  Pel mètode de l'exhaustió, l’àrea dels triangles van exhaurint l’àrea del segment parabòlic i fa el pas al que actualment anomenaríem límit: tendeixen a l’àrea de la paràbola. Aquest mateix procés fou utilitzat en altres resultats tals com calcular la quadratura de l'espiral o la suma dels quadrats enters.
En la seva famosa obra El Mètode es fan presents, altre cop, els conceptes d'infinit potencial i d'infinit actual. Arquimedes no argumenta que pot inscriure infinits triangles al segment parabòlic, si no que pot fer aquesta aproximació tan bona com es vulgui, d'on veiem la clara definició que dona Aristòtil a la Física de l'infinit potencial. Tanmateix, recents descobriments sobre l’obra arquimediana demostren que arribà a treballar amb l'infinit actual. En unes pàgines trobades en molt mal estat, calcula el volum d’un cos amb la forma semblant a una ungla mitjançant l'envoltura de superfícies planes. En lloc de fer aproximacions cada cop millors, com fa amb la paràbola, descriu un tall bidimensional a través del volum gran que conté el petit. Precisament, Arquimedes troba una relació entre l’àrea que descriu la secció del contenidor de figures planes i l’àrea que descriu la secció de la corba. Argumenta que pot utilitzar aquesta relació per calcular el volum complet de la forma corbada, perquè ambdues figures contenen el mateix nombre de talls.
Notem que arriba a parlar de nombre (plethos) i, per tant, aquest és un dels únics vestigis d’un matemàtic grec que accepta la consideració de l’infinit com un nombre, id est, que parla directament de l’actual infinit.
Els àrabs es convertiran en custodis de l’herència grega, avançant i explorant cada cop més els conceptes matemàtics ja establerts, com en el cas de l’aritmètica i l’àlgebra. Concretament, treballaran amb més llibertat que no pas els seus antecessors amb els nombres irracionals, tot i que l’infinit no serà tractat com a tal fins gairebé mil anys després.

#### Altres
Galileu es fixa que hi ha una correspondència biunívoca entre els nombres naturals i els seus quadrats, d'on dedueix que l'afirmació habitual: «el tot és més gran que la part» no es verifica quan es parla de quantitats infinites. Tanmateix, lluny de trobar-hi una motivació per a l'estudi dels conjunts infinits, hi veu la prova del caràcter no operatiu de l'infinit, posició aprovada més de dos segles més tard per Cauchy. Així doncs, fins bastant abans de l'època moderna, els matemàtics es prohibien fer servir directament els conjunts infinits i preferien raonar sobre les propietats dels seus elements. Això no va impedir el naixement del càlcul infinitesimal, tal com reconeix Bourbaki,

### L'infinit potencial i els constructivistes moderns
Procedent de la «crisi dels fonaments» del començament del segle xx, el corrent intuïcionista, promogut per Brouwer, rebutja els mètodes de la lògica clàssica, que considera que no és aplicable en qualsevol cas als objectes infinits. Avui aquest terme, intuïcionista, s'aplica a una axiomatització ben precisa de la lògica sense terç exclòs. Una forma de filosofia matemàtica que es reivindica normalment de la de Brouwer és la del corrent constructivista, un representant notori del qual, Roger Apéry ha exposat així el concepte de l'infinit :
Si extrapola la realitat, el matemàtic constructiu refusa les hipòtesis fantàstiques dels platònics; en efecte (…) constata que la matemàtica es desenvolupa en el temps. (…) la seva immortalitat li permet assolir nombres tan grans com vulgui, però no definir tots els nombres; creu en l'infinit potencial, no en l'infinit actual.
És la incursió del temps que, en efecte, per als constructivistes distingeix l'infinit potencial, les parts del qual es construeixen de manera successiva, de l'infinit actual, les parts del qual es donen de manera simultània; ara bé, per a ells, es tracta, en efecte, d'una activitat humana; «No hi ha matemàtiques sense matemàtic», diu Apéry.

### L'infinit actual i el temps
A l'edat mitjana, sant Bonaventura havia afirmat que des d'un pur punt de vista lògic -independentment del que deia la Bíblia- era impossible que el món sempre hagués existit; Tomàs d'Aquino va refutar aquesta asserció per un raonament formal, res en absència d'informació no permet excloure a priori una eternitat completada en l'actualitat.
Un sofisma cèlebre, imaginat pel creacionista americà W. L. Craig segons una paràbola de Bertrand Russell l'objectiu de la qual era un altre, pretén demostrar la impossibilitat d'una duració infinita acabada i, per tant, provar que el món ha tingut un començament, a partir de la història de Tristram Shandy, que escriu la seva autobiografia al ritme d'un any d'escriptura per jornada viscuda, i ha fet això cada any del passat. Per tant, si el temps no ha començat mai, quin dia de la seva vida Tristram Shandy ha començat aquest any? No pot ser cap dia del passat, per tant és impossible que el temps no tingui un origen.

La superxeria és evident per a qui coneix les coordenades cartesianes: el guió implica una contradicció: Tristram Shandy, que escriu 365,25 vegades més a poc a poc que el rellotge ha començat necessàriament la seva autobiografia algun dia, cosa que en cap cas no prova la necessitat lògica d'un començament del temps.

## L'infinit en matemàtiques

### El cos estès dels nombres reals
L'infinit no és un nombre real, però pot ser considerat part del conjunt estès dels nombres reals, on les operacions aritmètiques amb l'infinit es poden dur a terme.
- No és realment un nombre.
- Tot nombre dividit per zero, excepte el zero, dona com a resultat l'infinit.
- Indica la impossibilitat de realitzar alguna operació sobre cert valor numèric.
- A pesar de tot, si s'observen punts molt pròxims (això vol dir cercar el límit), es comprova que apropant-s'hi prou, els resultats poden superar qualsevol valor prefixat per molt gran que sigui.

#### Operacions de l'infinit amb ell mateix
1. {\displaystyle \infty +\infty =\infty \cdot \infty =(-\infty )\cdot (-\infty )=\infty }
2. {\displaystyle (-\infty )+(-\infty )=\infty \cdot (-\infty )=(-\infty )\cdot \infty =(-\infty )}

#### Operacions de l'infinit amb nombres reals
1. {\displaystyle -\infty <x<\infty }
2. {\displaystyle x+\infty =\infty }
3. {\displaystyle x+(-\infty )=(-\infty )}.
4. {\displaystyle x-\infty =-\infty }
5. {\displaystyle x-(-\infty )=\infty }
6. {\displaystyle {x \over \infty }=0} i {\displaystyle {x \over -\infty }=0}
7. Si {\displaystyle 0<x<\infty } aleshores {\displaystyle x\cdot \infty =\infty } i {\displaystyle x\cdot (-\infty )=(-\infty )}.
8. Si {\displaystyle -\infty <x<0} aleshores {\displaystyle x\cdot \infty =-\infty } i {\displaystyle x\cdot (-\infty )=\infty }.

#### Operacions no definides
1. {\displaystyle 0\cdot \infty } i {\displaystyle 0\cdot (-\infty )}
2. {\displaystyle \infty +(-\infty )} i {\displaystyle (-\infty )+\infty }
3. {\displaystyle {\pm \infty  \over \pm \infty }}
4. {\displaystyle {\pm \infty }^{0}}
5. {\displaystyle 1^{\pm \infty }}

També s'ha de dir que {\displaystyle [{x \over \infty }=0]\not \equiv [0\cdot \infty =x]}, ja que 0 vegades infinit no està definit.

### Anàlisi no estàndard
La formulació original del càlcul infinitesimal feta per Newton i Leibniz feia servir quantitats infinitesimals. Al segle xx, es va demostrar que aquest tractament es podria fonamentar de manera rigorosa mitjançant diversos sistemes lògics, entre els quals hi ha l'anàlisi no estàndard. Aquí, els infinitesimals tenen inversa respecte de la multiplicació, i els les seves inverses són nombres infinits. Els infinits en aquest sentit són part d'un cos; no hi ha cap equivalència entre aquests com amb els transfinits de Cantor. Per exemple, si H és un nombre infinit, llavors H + H = 2H i H + 1 són nombres infinits diferents. Aquesta aproximació a càlcul no estàndard es desenvolupa plenament en el llibre de H. Jerome Keisler.

### Anàlisi complexa
Com en l'anàlisi real, en l'anàlisi complexa el símbol {\displaystyle \infty }, anomenat "infinit", denota un límit infinit sense signe. {\displaystyle x\rightarrow \infty } vol dir que la magnitud {\displaystyle |x|} de x augmenta més enllà de qualsevol valor assignat. Es pot afegir un punt etiquetat {\displaystyle \infty } al pla complex com un espai topològic que queda compacte en afegir-hi aquest punt. Quan es fa això, l'espai que resulta és una varietat complexa unidimensional, o superfície de Riemann, anomenada el pla complex estès o l'esfera de Riemann. També es poden definir operacions aritmètiques similars a les que es defineixen pels nombres reals estesos, encara que no hi ha cap distinció en els signes (per això, una excepció és que l'infinit no es pot sumar a si mateix). D'altra banda, aquesta classe d'infinit permet la divisió entre zero, és a dir {\displaystyle z/0=\infty } per a qualsevol nombre complex z. En aquest context, sovint és útil considerar funcions meromorfes com aplicacions a l'esfera Riemann que prenen el valor de {\displaystyle \infty } als pols. El domini d'una funció amb valors complexos també es pot estendre per incloure-hi el punt de l'infinit. Un exemple important de tals funcions és el grup de transformacions de Möbius.

### Geometria i topologia
Els espais de dimensió infinita es fan servir àmpliament en geometria i topologia. Els exemples comuns en són l'espai projectiu complex de dimensió infinita K(Z,2) i l'espai projectiu real de dimensió infinita K(Z/2Z,1).

### Teoria de conjunts

#### Infinit de primer ordre
Formalment, el concepte d'infinit neix amb la creació, per part principalment de Georg Cantor, de la teoria de conjunts. En aquesta, es treballa amb col·leccions tancades (respecte a l'operador intern) d'elements de qualsevol mena; doncs bé, un dels primers aspectes definidors d'aquest conjunt que apareix de manera natural és com és de gran aquest conjunt. Òbviament, en el càlcul de potències de conjunts finits, la definició és òbvia i evident, però no en el cas de conjunts formats per un nombre "infinit" de termes.
Quan un conjunt té un nombre indeterminat d'elements, no es poden comptar (el mateix article n'explica el perquè), així doncs l'única cosa que resta per fer serà comparar el conjunt d'infinits elements amb algun que se'n faci servir de patró. Històricament, es va agafar el conjunt dels nombres naturals com a patró, i s'hi va associar la potència {\displaystyle \aleph _{0}}; un cop fet això, es procedeix a escollir qualsevol altre conjunt de nombre indeterminat d'elements i procedir a la seva comparança (si un conjunt té per potència {\displaystyle \aleph _{0}} se'n diu numerable). Imagineu que s'escull el conjunt de nombres racionals, hom pot pensar que, per estar els nombres racionals definits per la divisió no sencera de dos nombres sencers, es tenen dos graus de llibertat i, per tant, la cardinalitat del conjunt en qüestió és major que la del patró escollit abans ({\displaystyle \aleph _{0}}). Res més lluny de la realitat, com es pot deduir ràpidament, una manera de comprovar la potència del nostre conjunt respecte de la del conjunt de nombres naturals és posar-los en relació biunívoca, és a dir, relacionar-los d'un a un. Doncs bé, una manera de relacionar-los seria considerar qualsevol nombre racional com {\displaystyle n={a \over b}}, on a i b son nombres coprimers; si es fa una llista amb un cert criteri, per exemple ascendent, aquesta quedarà ordenada directament (vegeu que, en aquest cas, per ser el conjunt de nombres naturals un conjunt totalment ordenat, es pot fer aquesta afirmació). Doncs, si s'aplica el criteri d'alçada a l'hora d'ordenar la llista, definint com a alçada la suma de valors absoluts de numerador i denominador, es té que l'únic nombre racional que té alçada 1 és el {\displaystyle n={0 \over 1}}, d'alçada dos en tenim {\displaystyle n={-1 \over 1}} i {\displaystyle n={1 \over 1}}, d'alçada 3 seran {\displaystyle n={2 \over 1}}, {\displaystyle n={1 \over 2}}, {\displaystyle n={-2 \over 1}} i {\displaystyle n={-1 \over 2}}… Com es pot veure, és possible crear una taula tal com:
| + | 1 | 2 | 3 | 4 | 5 | 6  | 7  | 8  | 9  |
| 1 | 2 | 3 | 4 | 5 | 6 | 7  | 8  | 9  | 10 |
| 2 | 3 | 4 | 5 | 6 | 7 | 8  | 9  | 10 | 11 |
| 3 | 4 | 5 | 6 | 7 | 8 | 9  | 10 | 11 | 12 |
| 4 | 5 | 6 | 7 | 8 | 9 | 10 | 11 | 12 | 13 |

Aquesta taula, òbviament, continua fins allà on es vulga. Es pot comprovar com les diagonals ascendents (les que ascendeixen d'esquerra a dreta) tenen sempre un valor constant, aquest valor és precisament l'alçada abans esmentada, i el nombre de nombres racionals que les compleixen són els valors de la primera fila i primera columna de cada element de la diagonal. Així les coses, els nombres racionals d'alçada 4 seran (tot veient la taula) {\displaystyle n={1 \over 3}}, {\displaystyle n={3 \over 1}} i {\displaystyle n={2 \over 2}}, i a aquests se'ls han d'afegir els corresponents negatius, en total sis nombres racionals. Per tant, cada alçada n tindrà 2*(n-1) nombres racionals associats. Arribats a aquest punt, cal comentar que, a l'hora de construir la taula, s'han afegit nombres racionals reductibles (és a dir, que els seus numerador i denominador no són coprimers), això però no hi afecta, en estar comparant un conjunt major que el dels racionals.
Així doncs, es veu com es pot establir una relació biunívoca entre un nombre natural qualsevol n i un conjunt finit d'elements de nombre 2*(n-1). Per acabar, queda demostrar si la suma numerable de conjunts finits o numerables és numerable. Aquest lema, exactament igual a com s'ha demostrat l'anterior, utilitza taules que permetin relacionar cadascun dels cinjunts amb els nombres naturals.
Ara ja s'ha vist que el conjunt de nombres racionals és numerable, i per extensió, que la suma numerable de conjunts numerables és numerable; per tant, es pot intuir que el conjunt format per totes les possibles potències associades a conjunts segueix un comportament vers els seus operadors interns certament especial.

#### Infinit de segon ordre: demostració
Un cop vist un conjunt de potència igual a la dels naturals, vegeu un exemple de conjunt de potència major que la dels naturals: els nombres reals.
Per demostrar-ho, cal provar que, per a qualsevol successió de nombres reals, sempre es pot trobar un nombre real que no pertany a la successió. Una manera de trobar-ne un és amb la diagonalització de Cantor. Una altra forma es pot explicar intuïtivament de la següent manera: es tracta de construir una successió numerable d'intervals tancats tal que la intersecció de tots no contingui cap nombre de la successió. Com que la intersecció de tots aquests intervals no és buida, pel capbaix hi ha sempre un nombre real que no pertany a la successió. Una manera de construir aquests intervals és començar amb un interval, per exemple [0,1], anar repassant els nombres de la successió fins a trobar-ne un que quedi dins de l'interval; llavors, es mira de quin extrem queda més a prop i es defineix un nou interval que conservi l'altre extrem i deixi fora el nombre de la successió, a partir d'aquí es repeteix el procés amb el nou interval. De manera més formal:
es construeixen dues successions {\displaystyle (a_{i})\;}, {\displaystyle (b_{i})\;} definides per recurrència tals que la proposició següent sigui verdadera:
{\displaystyle (1)\quad \forall i<n,\;u_{i}\;\not \in \;\left[a_{n},b_{n}\right]\;}
S'inicialitzen les dues successions amb les definicions següents:
{\displaystyle a_{0}=0\quad {\mbox{ i }}\quad b_{0}=1\;}
És evident que la propietat (1) és vertadera si n és igual a 0. Es defineixen, llavors, les successions per {\displaystyle n+1\;}.
{\displaystyle a_{n+1}=\left\{{\begin{matrix}(a_{n}+2b_{n})/3,&{\mbox{si }}u_{n}\in \left[a_{n},(a_{n}+b_{n})/2\right]\\a_{n},&{\mbox{si no}}\end{matrix}}\right.}
{\displaystyle b_{n+1}=\left\{{\begin{matrix}b_{n},&{\mbox{si }}u_{n}\in \left[a_{n},(a_{n}+b_{n})/2\right]\\(2a_{n}+b_{n})/3,&{\mbox{si no}}\end{matrix}}\right.\;}
L'interval {\displaystyle \left[a_{n+1},b_{n+1}\right]\;} està inclòs dins l'interval {\displaystyle \left[a_{n},b_{n}\right]\;}, no pot contenir d'element de la successió {\displaystyle (u_{i})\;} d'ordre estrictament inferior a {\displaystyle n\;} per hipòtesi de recurrència. Per construcció de les successions {\displaystyle (a_{i})\;} i {\displaystyle (b_{i})\;} l'interval {\displaystyle \left[a_{n+1},b_{n+1}\right]\;} no pot contenir tampoc {\displaystyle u_{n}\;} i es verifica la propietat (1).
{\displaystyle \left[a_{n},b_{n}\right]\;} és una successió d'intervals tancats encaixats. La seva intersecció és no buida i, per tant, conté almenys un element {\displaystyle l\;}. Per acabar, n'hi ha prou amb fixar-se que {\displaystyle l\;} no és mai un valor de la successió {\displaystyle (u_{i})\;} per als {\displaystyle n\;} primers valors. Com que {\displaystyle n\;} és qualsevol, s'ha demostrat la proposició.

#### Conseqüències
El fet que els reals tinguin una potència superior a la dels naturals és, però, més profund que el simple fet que no puguem relacionar ambdós conjunts de manera biunívoca. El fet és que, anteriorment, s'ha enunciat un lema segons el qual la suma numerable de conjunts numerables és numerable i, per altra banda, s'ha dit que el conjunt dels reals està format per la unió no numerable de conjunts numerables (els naturals); per tant, aquí s'observa que, en realitat, a l'hora de conformar la recta real, el que es fa és compactar el conjunt dels naturals per crear densitat numerable i els forats restants, els cobrim amb nombres irracionals; això prova que, entre dos nombres irracionals, hi ha de racionals.
Per tant, ja s'ha vist que el nombre infinit no és més que la representació de la potència d'un conjunt infinit, i que aquest pot tenir diferents potències segons a quina mena de conjunt vagi associat.

### Matemàtiques sense infinit
Leopold Kronecker rebutjava la idea d'infinit i va començar una escola de pensament, en la filosofia de les matemàtiques, anomenada finitisme, que va influir en l'escola filosòfica i matemàtica del constructivisme matemàtic.

## Infinit en física
En física, es fan servir aproximacions de nombres reals per a càlculs amb quantitats contínues i els nombres naturals es fan servir per a càlculs discrets (per exemple, comptar). Però es dona per descomptat per part dels físics que cap magnitud observable pot no pot assolir un valor infinit; per exemple, prenent un valor infinit en un sistema de nombres reals estesos (o també en el sistema de nombres hiperreals), o que exigeixi el recompte d'un nombre infinit d'esdeveniments. Se suposa, per exemple, impossible que qualsevol cos tingui infinita massa o infinita energia. Existeix el concepte d'entitats infinites (com per exemple, una ona plana infinita) però no hi ha cap mitjà de generar aquests objectes i es fan servir només com a idealitzacions per a simplificar els càlculs.
Aquest punt de vista no significa que l'infinit no es pugui fer servir en física. Per motius de conveniència, els càlculs, les equacions, les teories i les aproximacions sovint fan servir sèries infinites, funcions il·limitades, etc., i poden implicar quantitats infinites. Els físics, tanmateix, exigeixen que el resultat final n'hagi de ser físicament significatiu. En teoria quàntica de camps, sorgeixen infinits i han de ser interpretats per obtenir resultats físicament significatius amb un procés anomenat renormalització.
Tanmateix, hi ha algunes circumstàncies teòriques en què el resultat final és infinit. N'és un exemple la singularitat en la descripció dels forats negres. Algunes solucions de les equacions de la teoria general de la relativitat permeten distribucions de massa finita, però de mida zero i, per tant, de densitat infinita. Això és un exemple del que s'anomena una singularitat matemàtica. Això no significa necessàriament que els infinits físics existeixin; pot significar simplement que la teoria sigui incapaç de descriure la situació adequadament. Altres dos exemples es donen en camps de forces que segueixen la llei de la inversa del quadrat: l'equació de la força de la gravetat newtoniana i la llei de Coulomb de l'electroestàtica. En r=0, aquestes equacions donen infinits.

### Infinit en cosmologia
Una qüestió intrigant és si l'infinit existeix en l'Univers físic: hi ha un nombre infinit d'estels? L'univers té volum infinit? L'espai "continua per sempre"? Això és una qüestió oberta important de cosmologia. Fixeu-vos que la qüestió de ser infinit està, des d'un punt de vista lògic, separada de la pregunta de tenir o no límits. La superfície bidimensional de la Terra, per exemple, és finita, tot i així no té cap límit. Viatjant en "línia recta" (per exemple, seguint un meridià) es torna al lloc exacte des del qual s'ha començat. L'univers, com a mínim en principi, podria tenir una topologia similar; si un viatja en línia "recta" a través de l'Univers potser finalment retornaria al punt de partida.
Si, d'altra banda, l'Univers no es corba com una esfera sinó que té una topologia plana, podria ser tant il·limitat com infinit. La curvatura de l'Univers es pot mesurar mitjançant el moment multipolar en l'espectre de la radiació còsmica de fons. Fins a la data, per l'anàlisi dels diagrames de radiació enregistrats pel satèl·lit WMAP, sembla que l'Univers té una topologia plana. Això seria coherent amb un univers físic infinit. S'espera que el satèl·lit Planck planificat per a ser llençat el 2009 n'enregistri la radiació còsmica de fons amb una precisió deu vegades més alta, i donarà més informació sobre la qüestió tant si l'Univers és infinit com si no.

## Representació informàtica de l'infinit
L'estàndard IEEE 754 sobre aritmètica de coma flotant especifica valors d'infinit positius i negatius; aquests poden ser el resultat d'un overflow aritmètic, d'una divisió entre zero, o d'altres operacions excepcionals.
Alguns llenguatges de programació (per exemple, J i UNITY (llenguatge de programació) n'estableixen uns elements màxim i mínim; és a dir, valors que són comparativament (respectivament) més gran que o més petits que qualsevol altres valors. També es poden qualificar més infinit o menys infinit; són útils com a valors sentinella en algorismes que impliquen ordenació o cerca. En llenguatges que no tenen elements més grans i més petis, però permeten sobrecarregar operadors relacionals, és possible crear elements més grans i més petits (amb petit cost computacional, i el risc d'incompatibilitat entre aplicacions).

## Els nombres molt grans
En l'expressió popular, l'adjectiu «infinit» de vegades es fa servir per a qualificar extensions molt vastes o quantitats molt grans. Fixeu-vos que, fins i tot finits, els nombres molt grans poden ser difícils de concebre. Així, les successions de Goodstein són successions definides de manera molt simple, que donen lloc a nombres que superen l'enteniment, tot i ser encara considerablement més petits que aquells engendrats pel castor enfeinat.

## Infinit més u
En la cultura popular infantil, l'infinit més u és una frase amb relació a l'infinit, que pretén designar un concepte de magnitud major a infinit. Un exemple:
Nen: Jo sóc millor que tu!
Nena: Doncs jo et doblo!
Nen: Et triplico!
Nena: Sóc un milió de vegades millor que tu!
Nen: Jo infinites vegades més que tu!
Nena: Doncs, jo infinites vegades més una!
No obstant això, en matemàtiques només té sentit dins l'àmbit de l'anàlisi hiperreal. En un context infantil o popular, és a dir dins l'anàlisi estàndard, l'expressió manca de sentit, ja que l'infinit no n'és un nombre i, per tant, no s'hi pot aplicar l'operació suma.